# Arbeitswilligkeit
Die Arbeitswilligkeit ist auf dem Arbeitsmarkt eine Voraussetzung für die Einordnung einer Arbeitskraft in das Arbeitsangebot. Sie muss eine zumutbare Beschäftigung in einem Arbeitsverhältnis als Arbeitnehmer annehmen.

## Allgemeines
Ob jemand arbeitswillig ist, kann in der Praxis nur schwer festgestellt werden. Fehlt es einer Privatperson an Arbeitswilligkeit oder Arbeitsfähigkeit, so gehört sie volkswirtschaftlich nicht zum Arbeitsangebot und erhöht damit die Arbeitslosenquote.

## Geschichte
Der Rechtsbegriff der Arbeitswilligkeit tauchte in Deutschland im Gesetz über Arbeitsvermittlung und Arbeitslosenversicherung (AVAVG) auf, das im Oktober 1927 in Kraft trat. Nach § 87 AVAVG hatte Anspruch auf die Arbeitslosenunterstützung, wer
- arbeitsfähig, arbeitswillig, aber unfreiwillig arbeitslos war,
- die Anwartschaft erfüllte und
- den Anspruch auf Arbeitslosenunterstützung noch nicht ausgeschöpft hatte.

Wer nach § 90 AVAVG sich ohne berechtigten Grund trotz Belehrung über die Rechtsfolgen weigerte, eine Arbeit anzunehmen oder anzutreten, auch wenn sie außerhalb seines Wohnorts zu verrichten war, erhielt für die Dauer der auf die Weigerung folgenden vier Wochen keine Arbeitslosenunterstützung wegen Arbeitsunwilligkeit. Das AVAVG trat im Juni 1969 außer Kraft. In Österreich trat das Arbeitslosenversicherungsgesetz (AlVG) erstmals im September 1958 in Kraft, wurde im Januar 1978 wieder verlautbart und gilt noch heute. In der Schweiz regelt seit Juni 1982 das Arbeitslosenversicherungsgesetz (AlVG) die Vermittlungsfähigkeit.

## Rechtsfragen
In Deutschland gibt es heute keine gesetzliche Regelung mehr im Hinblick auf die Arbeitswilligkeit. Das liegt vor allem daran, dass der Wille eines Arbeitslosen, arbeiten zu wollen, nur schwer nachweisbar ist. Der Wille ist aus einem inneren Denkvorgang entstanden, der sich der Wahrnehmung anderer Personen entzieht; er kommt erst in der Willenserklärung zum Ausdruck, sie erst ist das Beweismittel für den Willen.
In Österreich ist die Arbeitswilligkeit dagegen ein Rechtsbegriff, dessen umfassende Legaldefinition sich in § 9 AlVG findet. Außer der zumutbaren Beschäftigung muss sich jemand alternativ zum Zwecke beruflicher Ausbildung nach- oder umschulen lassen, an einer Maßnahme zur Wiedereingliederung in den Arbeitsmarkt teilnehmen, von einer sonst sich bietenden Arbeitsmöglichkeit Gebrauch machen und von sich aus alle gebotenen Anstrengungen zur Erlangung einer Beschäftigung unternehmen, soweit dies entsprechend den persönlichen Fähigkeiten zumutbar ist.
Das Schweizer AlVG spricht in Art. 15 AlVG von Vermittlungsfähigkeit, wonach der Arbeitslose bereit, in der Lage und berechtigt sein muss, eine zumutbare Arbeit anzunehmen und an Eingliederungsmaßnahmen teilzunehmen.

## Wirtschaftliche Aspekte
Eine effiziente Arbeitsmarktpolitik verlangt nach einer Förderung von Aktivität statt Passivität und hat folglich die Bekämpfung von Arbeitsunwilligkeit und Leistungsmissbrauch zur Aufgabe. Der Gesetzgeber hat mit den Grundbegriffen Arbeitswilligkeit, Arbeitslosigkeit und Arbeitsfähigkeit zum Ausdruck bringen wollen, dass der Arbeitslose nicht nur arbeitsfähig sein muss, sondern auch die notwendige Leistungsbereitschaft und Leistungsdisposition besitzen muss, um seine körperliche Arbeitskraft dem Arbeitsmarkt zur Verfügung stellen zu können. „Unter Vollbeschäftigung im weiteren Sinne kann man den Zustand verstehen, in dem alle Personen, die arbeitsfähig und arbeitswillig sind, zu den herrschenden Arbeitsbedingungen einen Arbeitsplatz finden“. Im Streikrecht bedeutet Arbeitswilligkeit, dass Arbeitnehmer nicht am Streik teilnehmen wollen (Streikbrecher).